# Tomáš Zahradník
Tomáš Zahradník (* 10. února 1956) je bývalý československý fotbalista, univerzální fotbalista.

## Fotbalová kariéra
Do Teplic přišel z Xaverova. V lize nastoupil za Teplice k 19 ligovým utkáním a dal 3 góly, ve druhé lize nastoupil v 67 utkáních a dal 12 gólů.

## Ligová bilance
| Ročník                                   | Zápasy | Góly | Minuty | Klub          |
| ---------------------------------------- | ------ | ---- | ------ | ------------- |
| Česká národní fotbalová liga 1982/83     | 20     | 6    | -      | TJ SU Teplice |
| 1. československá fotbalová liga 1983/84 | 19     | 3    | 1379   | TJ SU Teplice |
| Česká národní fotbalová liga 1984/85     | 24     | 5    | -      | TJ SU Teplice |
| Česká národní fotbalová liga 1985/86     | 23     | 1    | -      | TJ SU Teplice |
| CELKEM 1. liga                           | 19     | 3    | 1 379  |               |